# Nils Ekman (ishockeyspelare)
Nils "Nisse" Ekman, född 11 mars 1976 i Stockholm, är en svensk före detta professionell ishockeyspelare. Han spelade senast för Djurgården i Elitserien, och är numera sportchef för Djurgårdens damlag.
Ekman valdes av Calgary Flames som 107:e spelare totalt i 1994 års NHL-draft.
Utöver hundratalet matcher i Elitserien spelade Ekman även flera säsonger i finska SM-liiga, ryska KHL samt för NHL-lagen Tampa Bay Lightning, San Jose Sharks och Pittsburgh Penguins AHL Hartford Wolfpack. Under två av säsongerna i San José passerade han 55 poäng och 2003–2004 kunde han dessutom stoltsera med klubbens bästa plusminusnotering (+35). Den 8 november 2006 gjorde Ekman ett hattrick på 4 minuter och 10 sekunder mot Tampa Bay Lightning vilket länge var rekord för en spelare i Pittsburgh Penguins.
Ekman drabbades av en stroke 27 december 2010, låg inne på sjukhus till och med mars 2011, och den 10 augusti 2011 meddelades det att Ekman som en följd av stroken tvingas att sluta med hockeyn. Men har kommit tillbaka som expertkommentator på tv.
Ekman är gift med ishockeyspelaren Danijela Rundqvist, och de har en dotter tillsammans.

## Klubbar
- Hammarby IF, 1993–1996
- Kiekko Espoo, 1996–1998
- Espoo Blues, 1998–99
- Tampa Bay Lightning, 1999–2001
- Djurgårdens IF, 2001–2002, 2004–05, 2010–11
- Hartford Wolf Pack, 2002–03
- San Jose Sharks, 2003–04, 2005–06
- Pittsburgh Penguins, 2006–07
- Chimik Mytisjtji, 2007–08
- SKA Sankt Petersburg, 2008–10